# Karine Vanasse
Karine Vanasse (Drummondville, 24 de novembro de 1983) é uma atriz canadense. Internacionalmente, ela é mais conhecida por seus papéis como Colette Valois em Pan Am, Margaux LeMarchal em Revenge e Lise Delorme no Cardinal.

## Carreira
De janeiro a abril de 2013, Vanasse foi escalada para a série de televisão 30 vies. Em julho de 2013, o Deadline Hollywood anunciou que ela havia se juntado ao elenco de Revenge da ABC no papel da empresária Margaux LeMarchal na terceira temporada da série de televisão. Durante 2012 e 2013, Vanasse filmou os filmes All the Wrong Reasons, Buddha's Little Finger e En solitaire.
De 2017 a 2020, estrelou a telessérie Cardinal, como a detetive Lise Delorme. Por seu papel, ela ganhou o Canadian Screen Award de Melhor Atriz Principal.

## Vida pessoal
Karine estava em um relacionamento com o CEO da Remstar, Maxime Rémillard, de 2006 a 2014.  Em 21 de abril de 2018, ela anunciou via Instagram que deu à luz seu primeiro filho, um menino, com seu ex-namorado Hugues Harvey.